# Herbert Tichy
Herbert Tichy (ur. 1 czerwca 1912 w Wiedniu, zm. 26 września 1987 tamże) – austriacki wspinacz i pisarz.
W 1933 r. Tichy wyruszył w podróż do Indii. W 1935 r. wyruszył do Tybetu. Pracował jako geolog i dziennikarz w Chinach podczas II wojny światowej.
Dokonał pierwszego wejścia na Czo Oju 19 października 1954 r., razem z Seppem Jöchlerem i Pasang Dawą.